# Henning von Boehmer (Jurist)

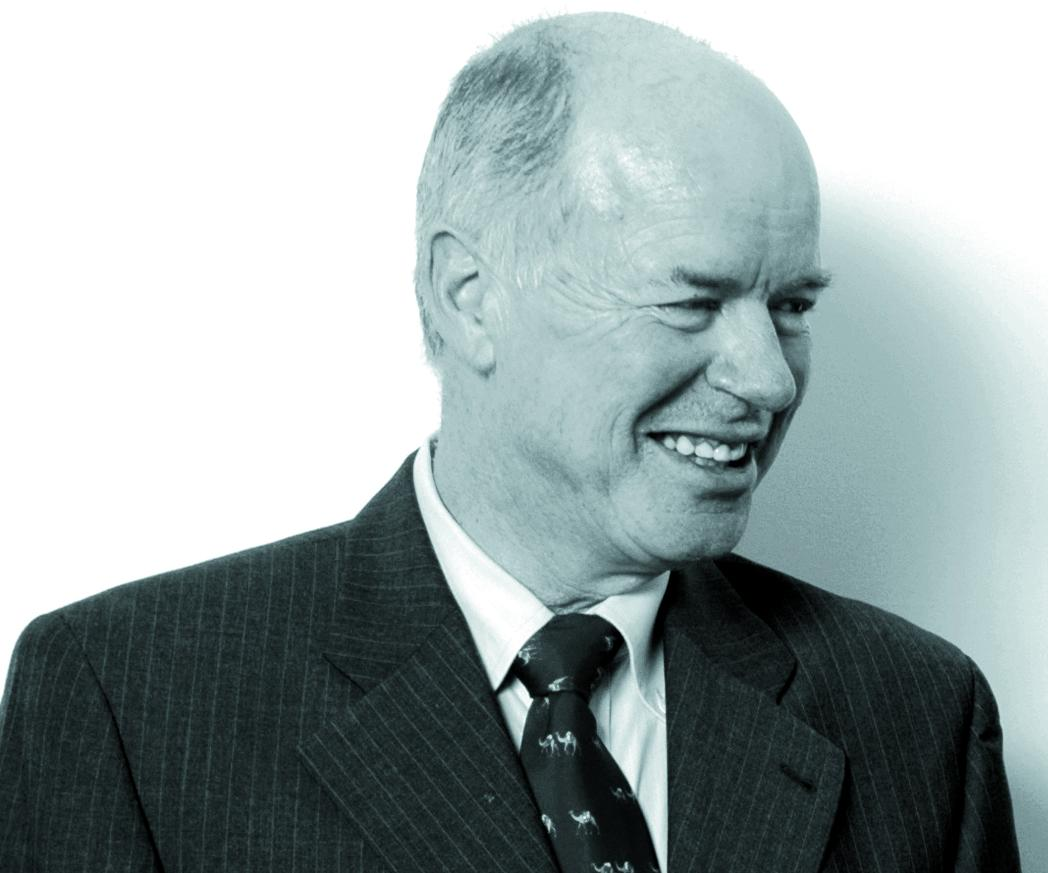
Henning von Boehmer

Justus Henning von Boehmer (* 16. August 1943 in Wriezen) ist ein deutscher Wirtschaftsjurist, Autor und Journalist in Düsseldorf.

## Herkunft
Von Boehmer stammt aus der preußischen Juristenfamilie Böhmer/von Boehmer, deren Ursprung bis in die Zeit um 1600 zurückgeht. Zu seinen Vorfahren gehören damit  unter anderem Justus Henning Böhmer, Direktor der Universität Halle und einer der bedeutendsten Kirchenrechtler des 17./18. Jahrhunderts, sowie Johann Samuel Friedrich von Böhmer, Direktor der Brandenburgischen Universität Frankfurt und einer der führenden Strafrechtler des 18. Jahrhunderts. Sein Onkel Hasso von Boehmer war als Oberstleutnant i. G. einer der Widerstandskämpfer des 20. Juli 1944 und wurde 1945 in Berlin-Plötzensee hingerichtet.
Hennings Vater Thilo von Boehmer war unter anderem im Vorstand der Düsseldorfer Maschinenfabrik Gebr. Poensgen AG. Er war verheiratet mit Brigitte Maria Barbara Poensgen (1922–1986), Tochter des Düsseldorfer Unternehmers Helmuth Poensgen, Vorstandsmitglied der Vereinigten Stahlwerke AG und Nachkomme der rheinischen Industriellenfamilie Poensgen. Hennings Urgroßvater mütterlicherseits Bodo Borries von Ditfurth war unter Sultan Abdülhamid II. als osmanischer General und Flügeladjutant in Konstantinopel tätig.
Darüber hinaus stammt Henning von Boehmer durch seine Urgroßmutter väterlicherseits Mary Barbara Rennie in 12. Generation von dem Pilgergouverneur William Bradford ab, der 1620 zusammen mit anderen „Pilgrim Fathers“ auf der Mayflower nach Plymouth (Massachusetts) ausgewandert war. Als Mayflower-Nachkomme ist von Boehmer Mitglied der renommierten „General Society of Mayflower Descendants“ in den USA.
Henning von Boehmer ist verheiratet mit Claudia von Waldthausen, geb. Fink (* 1959) und lebt in Düsseldorf.

## Werdegang
Henning von Boehmer war Schüler im humanistischen Görres-Gymnasium Koblenz und im humanistischen Internat Birklehof in Hinterzarten/Schwarzwald.
Er studierte Rechtswissenschaften in Kiel, Genf, Bonn, Lyon, Toulouse und New York, promovierte an der Universität Bonn über französisches Recht und absolvierte sein Studium an der New York University (NYU) mit dem Master of Laws (LL.M.).
Von Boehmer war in Düsseldorf als Rechtsanwalt und Fachanwalt für Steuerrecht zugelassen und  Syndikus eines englischen Baukonzerns, anschließend Leiter der  Zentralabteilung Recht, Personal und Steuern eines deutschen Baukonzerns. Danach wurde er Geschäftsführer des Wirtschaftsrates der CDU e.V. Anschließend war er 13 Jahre lang Generalsekretär der International Chamber of Commerce (ICC) in Deutschland. Zu den Höhepunkten seiner Amtszeit gehörte 1990 der 30. ICC-Weltkongress in Hamburg. Außerdem war er Vorsitzender des Verwaltungsrates eines Luxemburger Futures & Options Fonds des Bankhaus Sal. Oppenheim jr. & Cie. Bis Ende 2020 war von Boehmer Senior Consultant einer internationalen Anwaltssozietät und als Wirtschaftsjournalist (DJV) in Düsseldorf tätig.
Henning von Boehmer ist Mitbegründer der Deutsch-Amerikanischen Juristenvereinigung e.V. sowie Mitbegründer und Mitglied der deutschen Sektion der Jerusalem Foundation. Ferner ist er Mitglied im Deutsch-Französischen Kreis e.V. Düsseldorf, im Industrie-Club Düsseldorf und im Förderverein Wirtschaft der Hochschule Düsseldorf. Zudem war er Mitglied im Beirat der Zentrale zur Bekämpfung unlauteren Wettbewerbs.

## Schriften (Auswahl)
Henning von Boehmer ist Autor und Herausgeber zahlreicher Publikationen, unter anderem:
- Eigentumsvorbehalt im französischen Recht. Dissertation. Bonn: Universitätsbibliothek, 1969.
- Der Eigentumsvorbehalt und sonstige Warenkreditsicherungsmittel bei Lieferungen nach Frankreich. 1970. 247 S.; Bonn, Universitätsdissertation, 1970, DNB 482032693.
- Discharge of Employees under German and US Law. Master Thesis. New York: New York University, (NYU), 1971, Library.
- West German Anti-Trust (Cartel) Law. Bonn: Verlag Informationen für die Wirtschaft, 1981, ISBN 3-922335-05-5.
- Deutsche Unternehmen auf dem amerikanischen Markt. Stuttgart: Schäffer Poeschel Verlag, 1988, ISBN 3-8202-0454-7, DNB 890102147
- Deutsche Unternehmen in den arabischen Golfstaaten. Stuttgart: Schäffer Poeschel Verlag, 1990 ISBN 3-8202-0596-9, DNB 901335304
- Deutsche Unternehmen in Frankreich. Stuttgart: Schäffer Poeschel Verlag, 1991 ISBN 3-8202-0654-X, DNB 911205144
- Deutsche Unternehmen in Italien. Stuttgart: Schäffer Poeschel Verlag, 1993, ISBN 3-8202-0692-2, DNB 921104839

Zusätzlich hat von Boehmer zahlreiche Beiträge zur internationalen Wirtschafts- und Handelspolitik veröffentlicht, vorzugsweise im Handelsblatt und in der Welt am Sonntag.